# Boymont zu Payrsberg

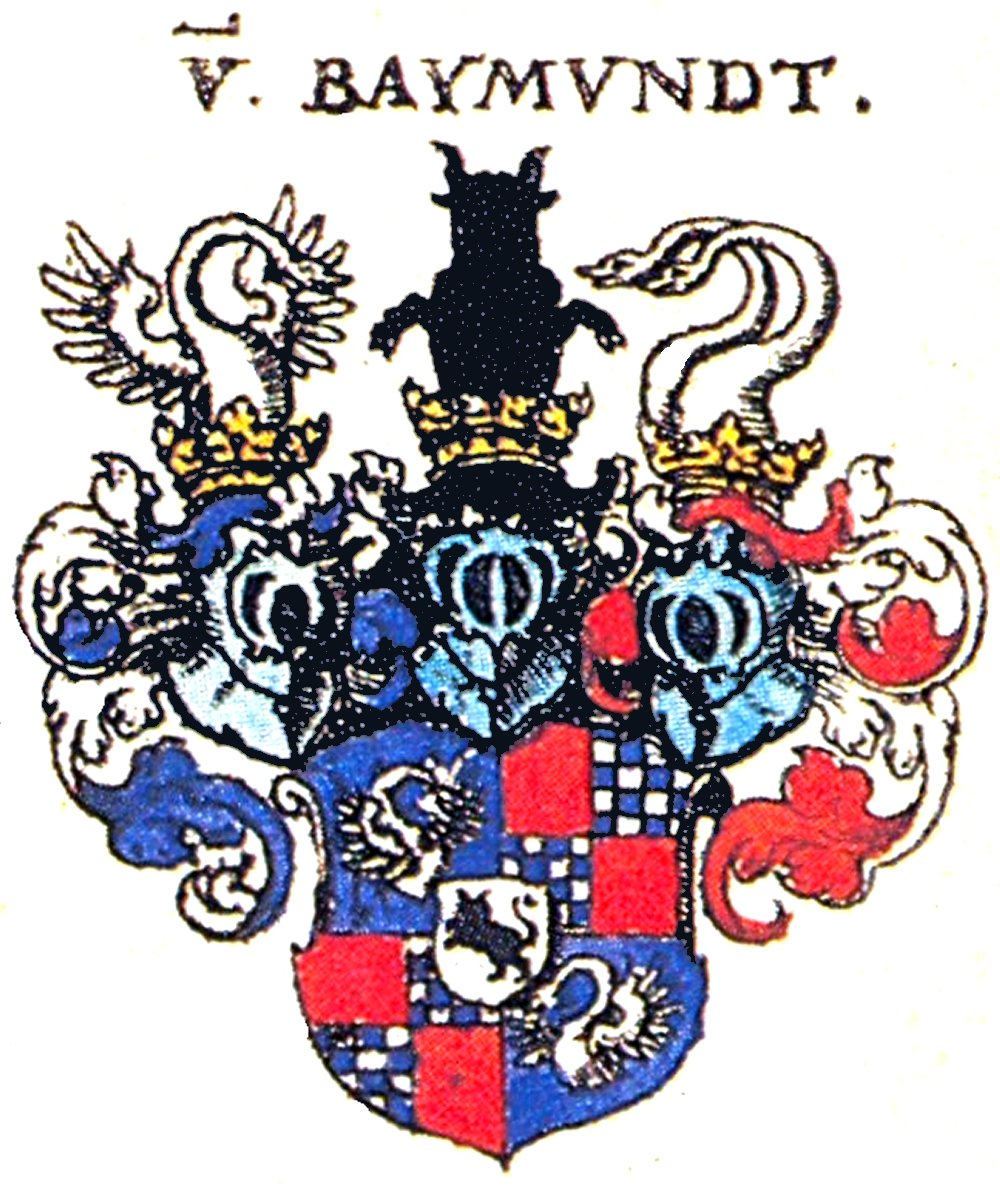
Wappen derer von Baymundt in Siebmachers Wappenbuch, 1605

Boymont zu Payrsberg, auch Baymundt, Paymundt bzw. Poimund, war der Name eines Uradelgeschlechts aus dem südlichen Tirol, das 1568 in den Freiherrenstand und 1700 in den Reichsgrafenstand erhoben wurde. Die Familie, von denen einige Mitglieder in Staats- und Kirchenämter traten, ist 1791 im Mannesstamm erloschen.

## Geschichte

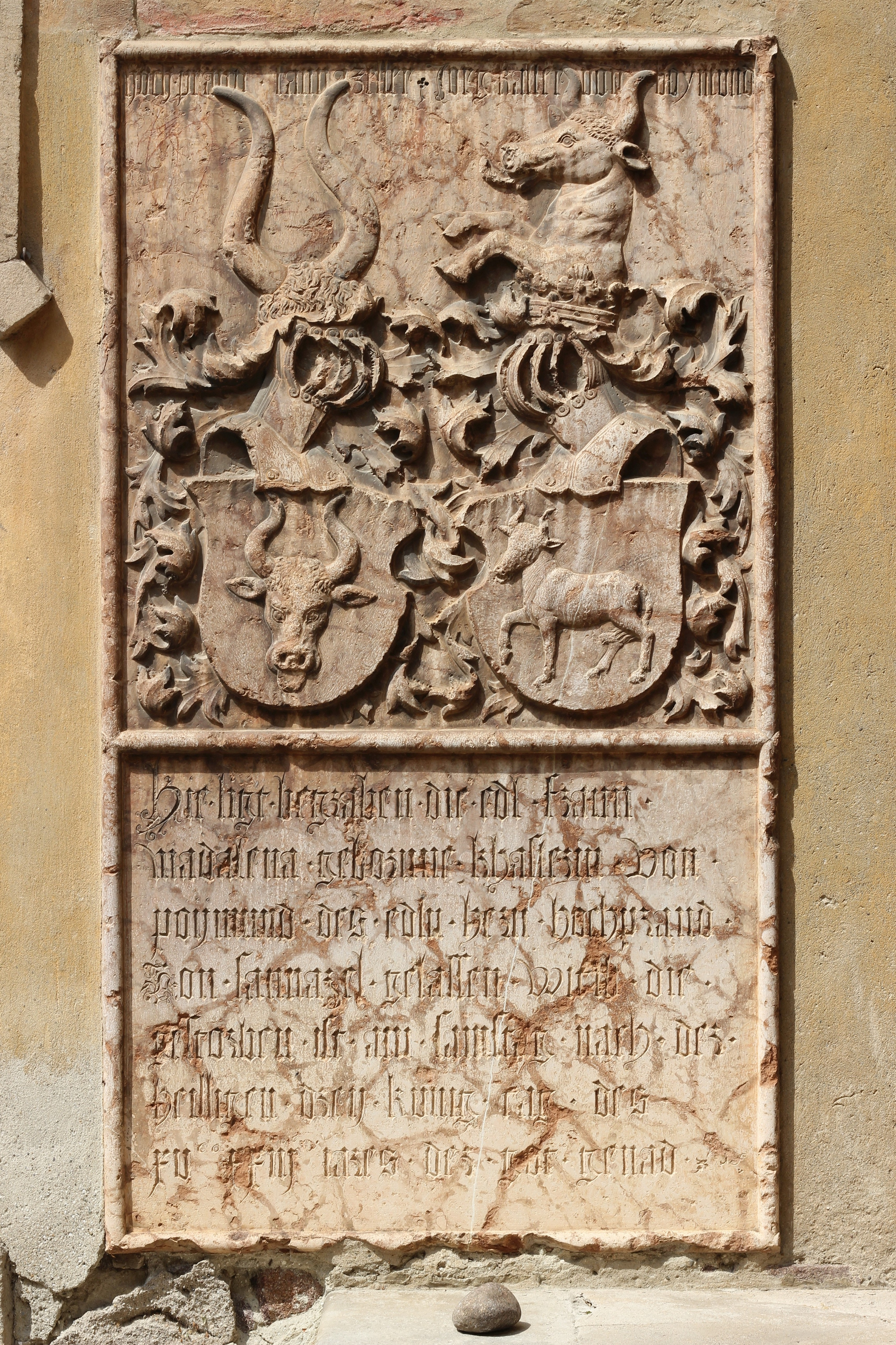
Epitaph für Magdalena Kaßler von Boymont († 1523) an der Pfarrkirche St. Pauli Bekehrung in St. Pauls

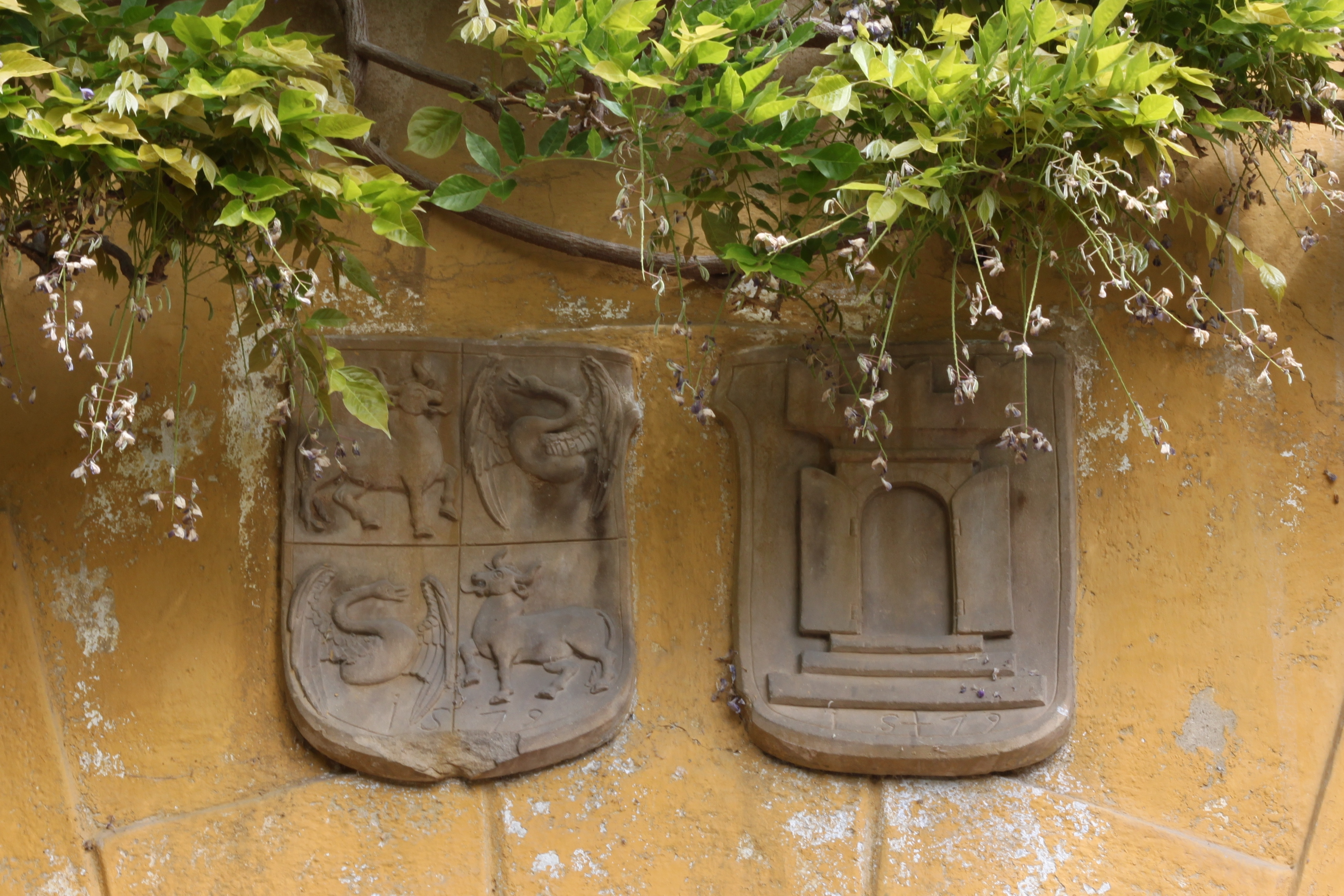
Allianzwappen Payrsberg-Niedertor am Ansitz Oberpayrsberg

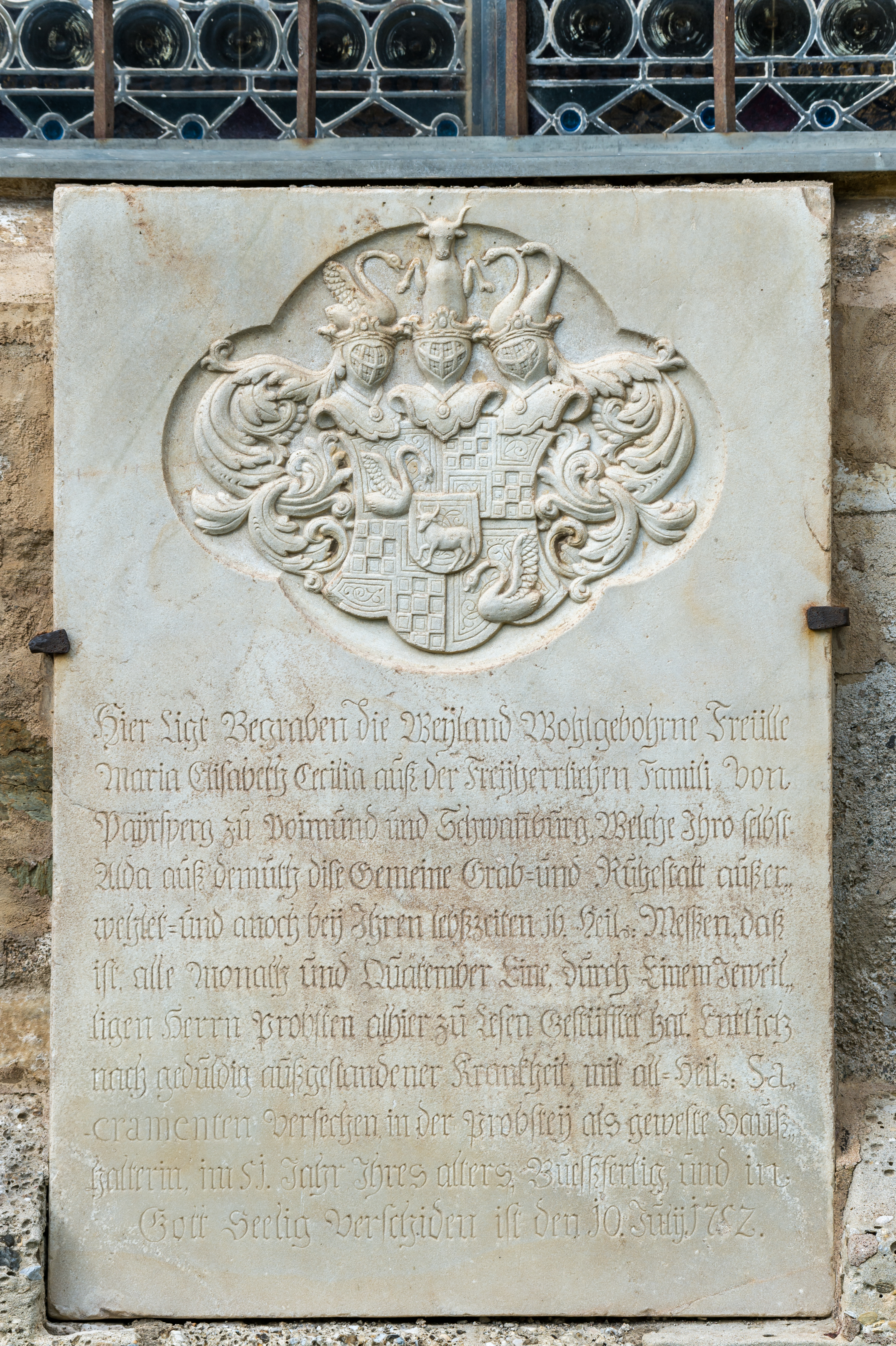
Epitaph für Maria Elisabeth Cecilia von Payrsberg zu Boymont († 1752) an der Wallfahrtskirche Mariä Himmelfahrt in Maria Saal

Die Familie, nach ihrem Stammsitz Schloss Boymont benannt, diente zunächst als Ministerialen der Grafen von Eppan und nach deren Sturz der Grafen von Tirol. Zwischen 1239 und 1245 ist mehrfach Heinrich von Boymont, Vasall des Grafen Ulrich von Eppan-Ulten beurkundet. Ein bedeutender Seitenzweig erlosch mit Christian Käfer von Boymont („Chever de Poimont“), worauf die Güter 1413 Ulrich Käßler, Sekretär Herzog Friedrichs IV. von Tirol und Ehemann von Barbara Käfer von Boymont erbte und sich anschließend „Käßler von Boymont“ nannte. Der Stammvater des bis in das 18. Jahrhundert blühenden jüngeren Zweiges Boymont zu Payrsberg, Dietmar, Sohn von Heinrich von Boymont, übernahm von seiner Frau Elisabeth Payr von Payrsberg, letzte ihres Geschlechts, Güter und Wappen, wie auch den Namen. Die Herren von Payrsberg sollen Graf Brandis zufolge aus Baiern stammen und von dort früh in die Grafschaft Tirol eingewandert sein. Die Linie setzten die Söhne von Dietmar, Otto und Heinrich von Boymont „genannt zu Payrsberg“ fort. 1308 veräußerte der Sohn von Otto, Reimprecht von Payrsberg, der kinderlos starb, Besitzungen an Ulrich Fuchs von Eppan. Seit 1361 war das Geschlecht landständisch. 1419 belehnte Herzog Friedrich IV. Heinrich von Boymont zu Payrsberg mit den Festen Boymont und Payrsberg, der die Söhne Reimbrecht († 1545), kaiserlicher Rat und Hofmeister des Fürstbischofs von Brixen und Martin von Payrsberg († 1551), Hauptmann von Castel Ivano hinterließ.
1568 erhob Erzherzog Ferdinand II. von Tirol den Sohn von Martin, Jakob von Boymont zu Payrsberg, Regimentsrat und Statthalteramtsverwalter, nebst seinem Bruder Martin († 1570) in den erblichen Freiherrenstand. Jakob von Boymundt zu Payersberg ließ von 1560 bis 1575 ein Haus in Nals in der Gaul zu einem Ansitz umbauen und es nach dem Schwan in seinem Wappen in Schwanburg umbenennen. 1580 heiratete die Tochter von Martin, Katharina von Payrsberg, Johann Liebsteinsky von Kolowrat, Kämmerer Erzherzog Ferdinands II. von Tirol und Neffe der Philippine Welser. Die glanzvolle Hochzeit ist in aquarellierten Kupferstichen, dem sogenannten Kolowrat-Kodex, überliefert. Nach dem Tod des Andreas Boymont von Payrsberg fiel die Gerstburg 1586 an die Familie Giovanelli und nach dem Tode des Jakob von Boymont zu Payrsberg die Schwanburg 1590 an die Grafen von Trapp. Andreas von Poymund von Payrsberg und Schwanenburg, wie auch sein Sohn und Enkel Johann Christoph führten die Würde eines kaiserlicher Kammerherren.
Der Sohn von Johann Christoph, Paris Franz von Poymond, seit 1700 Reichsgraf von Payrsberg, Schwanburg und Niederthor, starb 1710 als kaiserlicher Kammerherr und Oberlandjägermeister des Stifts Paussau. Von seinen sechs Söhnen fungierte Sebastian Joseph Anton als kurbayerischer Geheimrat, Domherr zu Eichstätt und Freising; Ernst Karl Joseph 1739 als Domdechant und Mitglied der Todesangstbruderschaft sowie Maximilian als Domherr zu Passau. 1703 reiste Philipp von Boymont, Graf von Payersberg, im Gefolge des Königs Karl III. nach Spanien. 1758 gelangten die Allodialeigentümer zur Versteigerung. Allein Payrsberg blieb als Mannlehen in Familienbesitz, bis es 1791 in ein Kunkellehen umgewandelt, dem letzten Sprossen der Payrsberg, Johann Adam, verliehen wurde. Darauf erbte es dessen Tochter Josepha, verheiratet mit einem ungarischen Grafen von Amade in Preßburg.

## Besitzungen
- Burg Boymont 13.–14. Jahrhundert
- Burg Payrsberg 1244–1791
- Ansitz Schwanburg 14. Jahrhundert–1581
- Ansitz Gerstburg 16. Jahrhundert–1586
- Ansitz Pflanzenstein 1564–1580
- Ansitz Oberpayrsberg 1571–?
- Ansitz Mühlburg 1664–?
- Ansitz Unterpayrsberg ?–1768

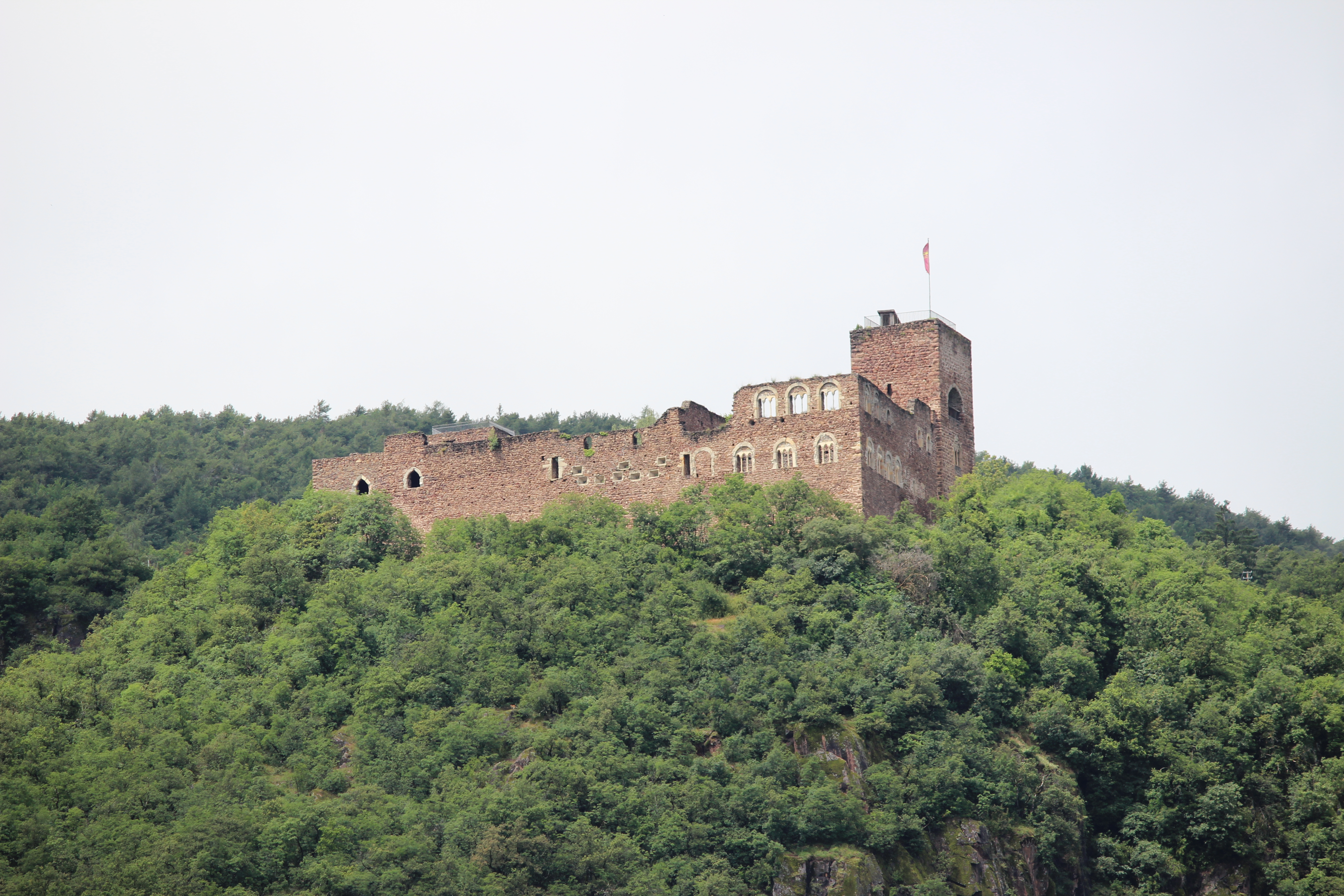
Boymont in Eppan
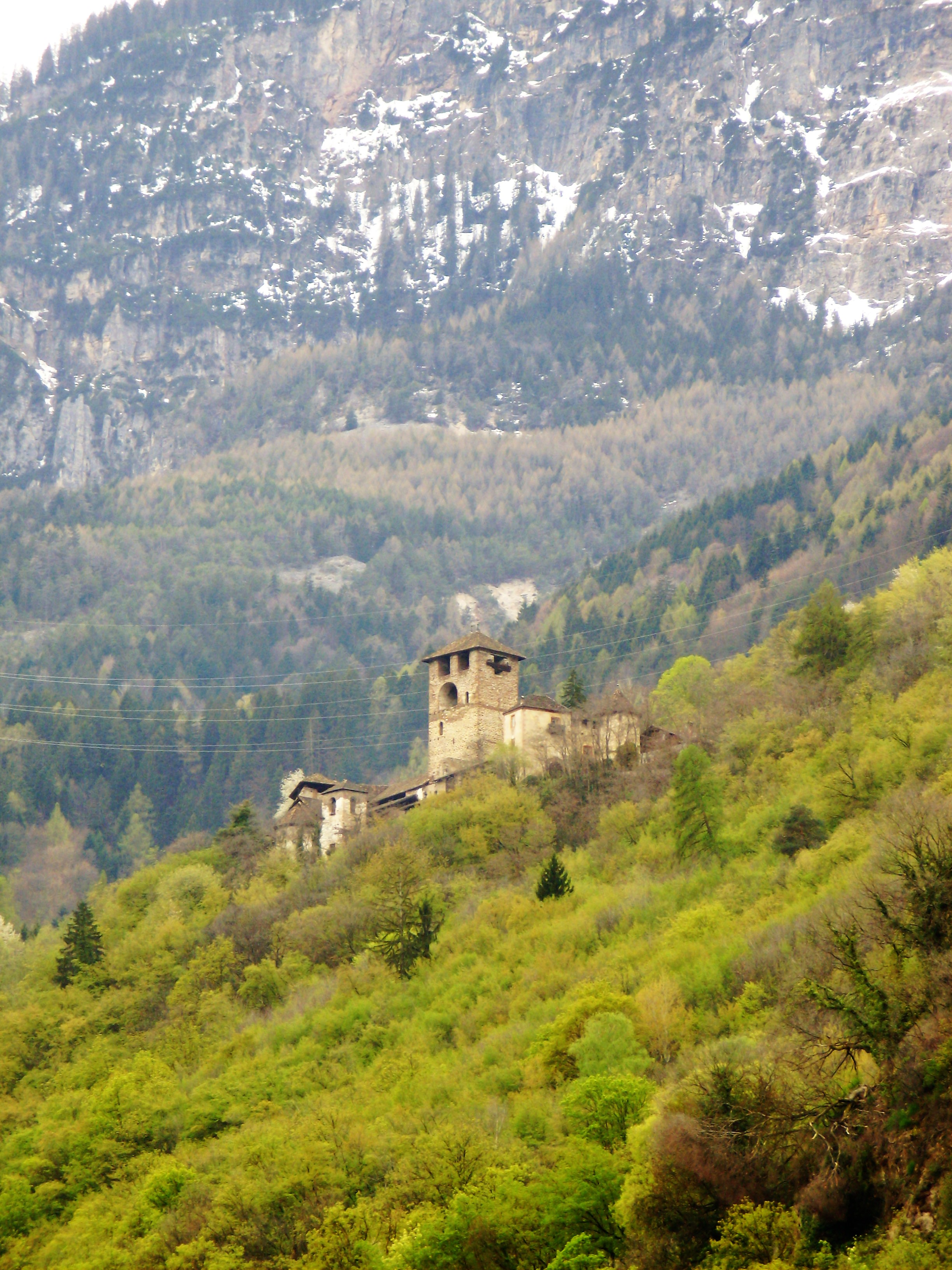
Payrsberg in Nals
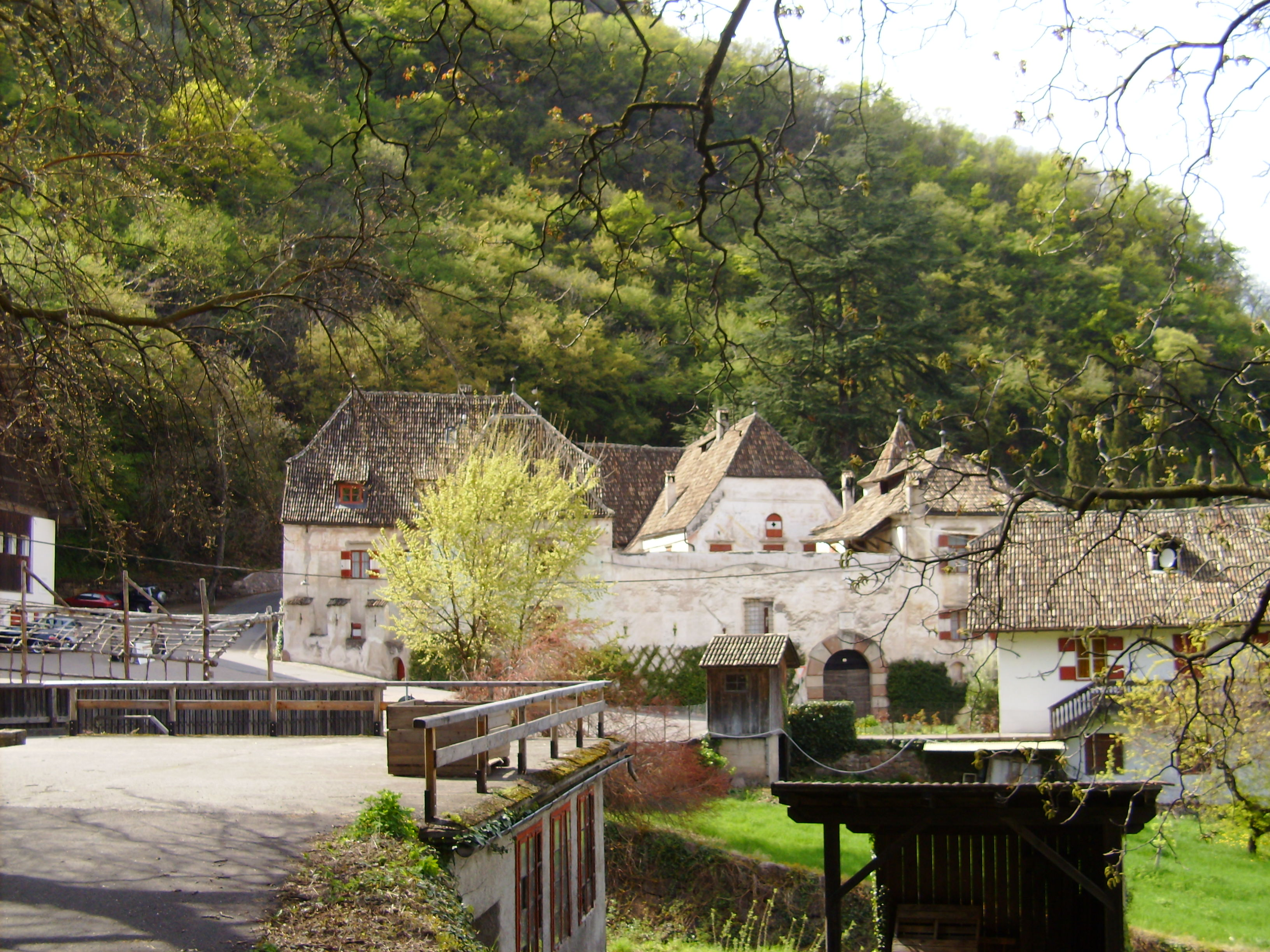
Schwanburg in Nals
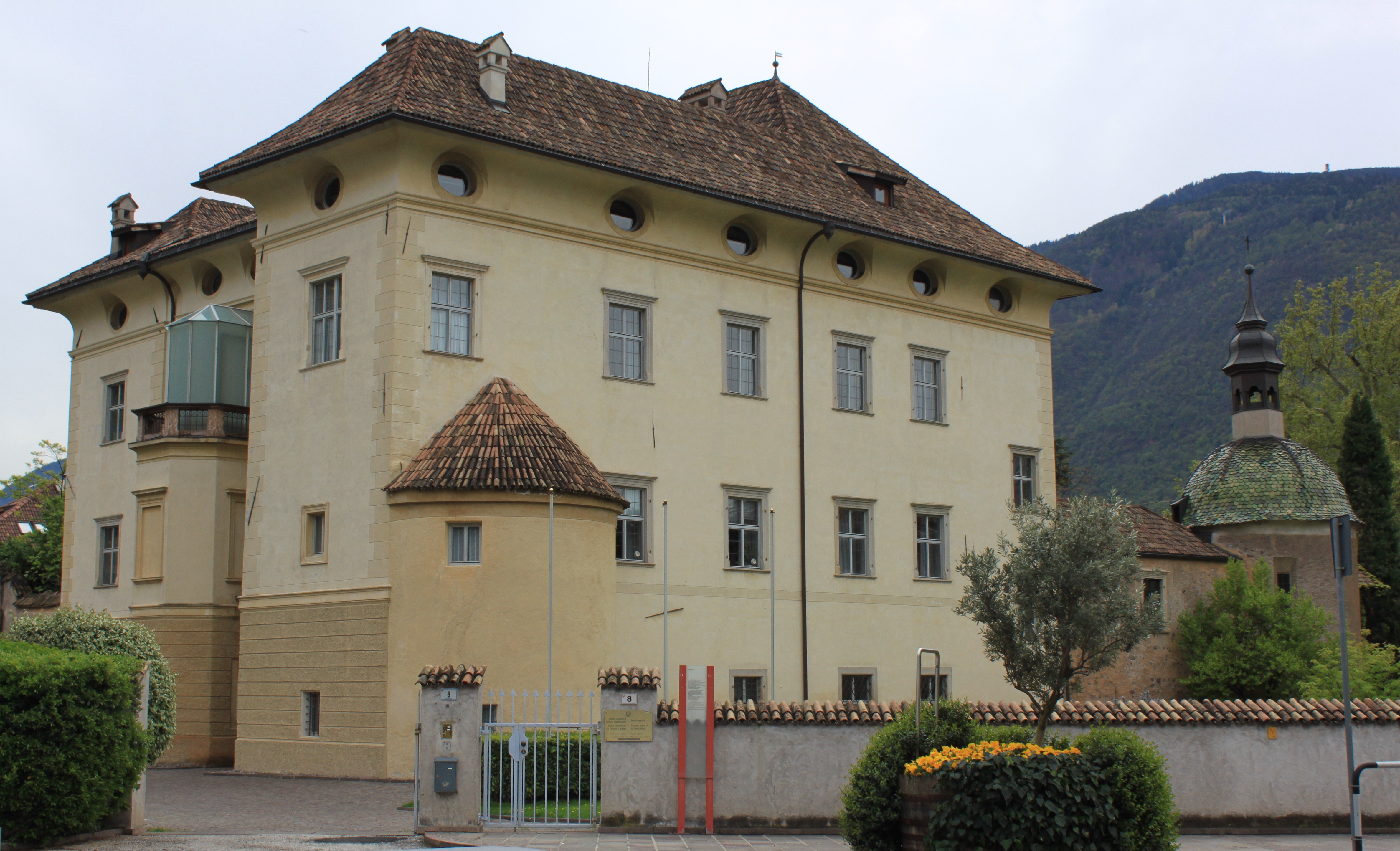
Gerstburg in Bozen
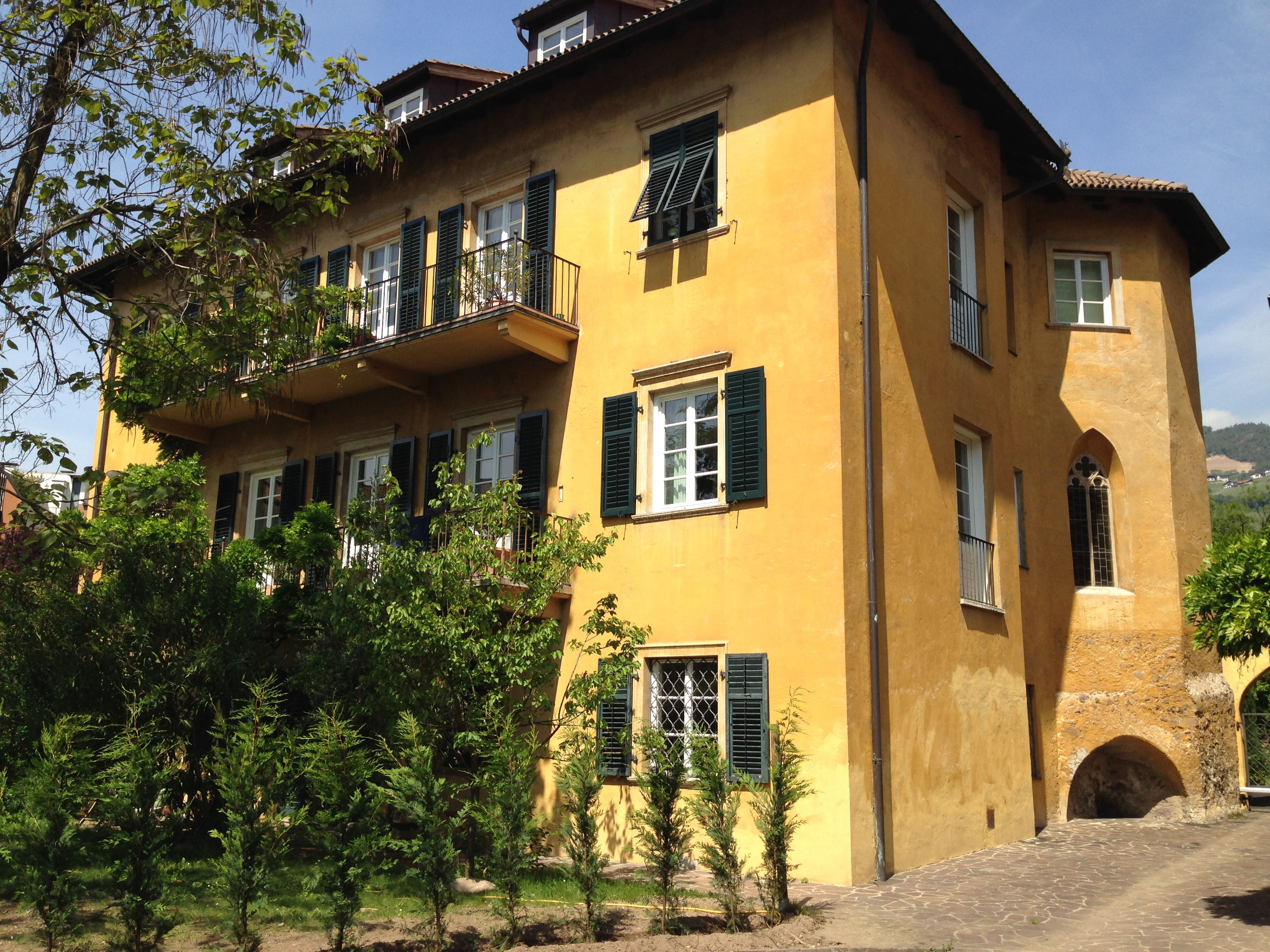
Oberpayrsberg in Bozen
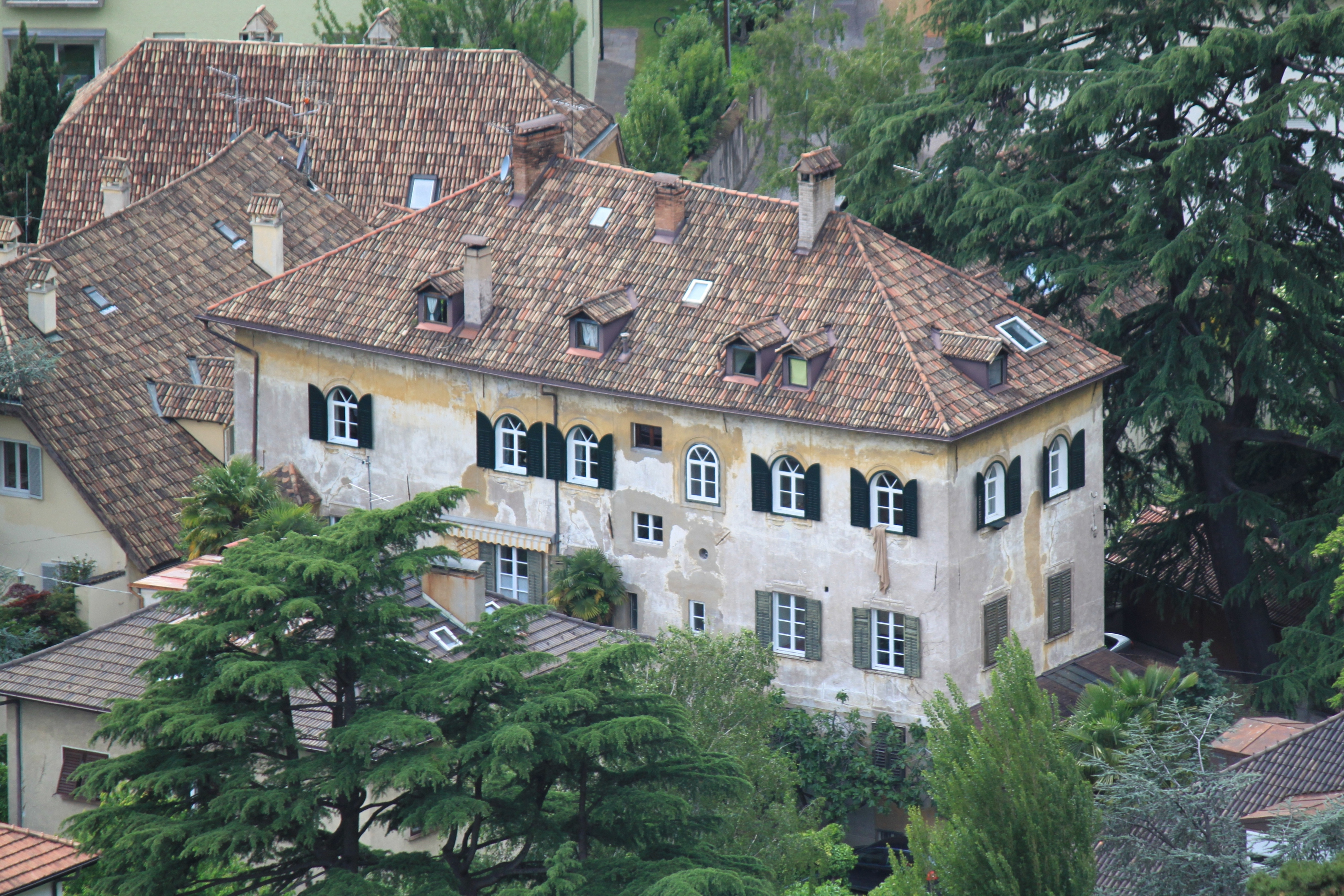
Unterpayrsberg in Bozen
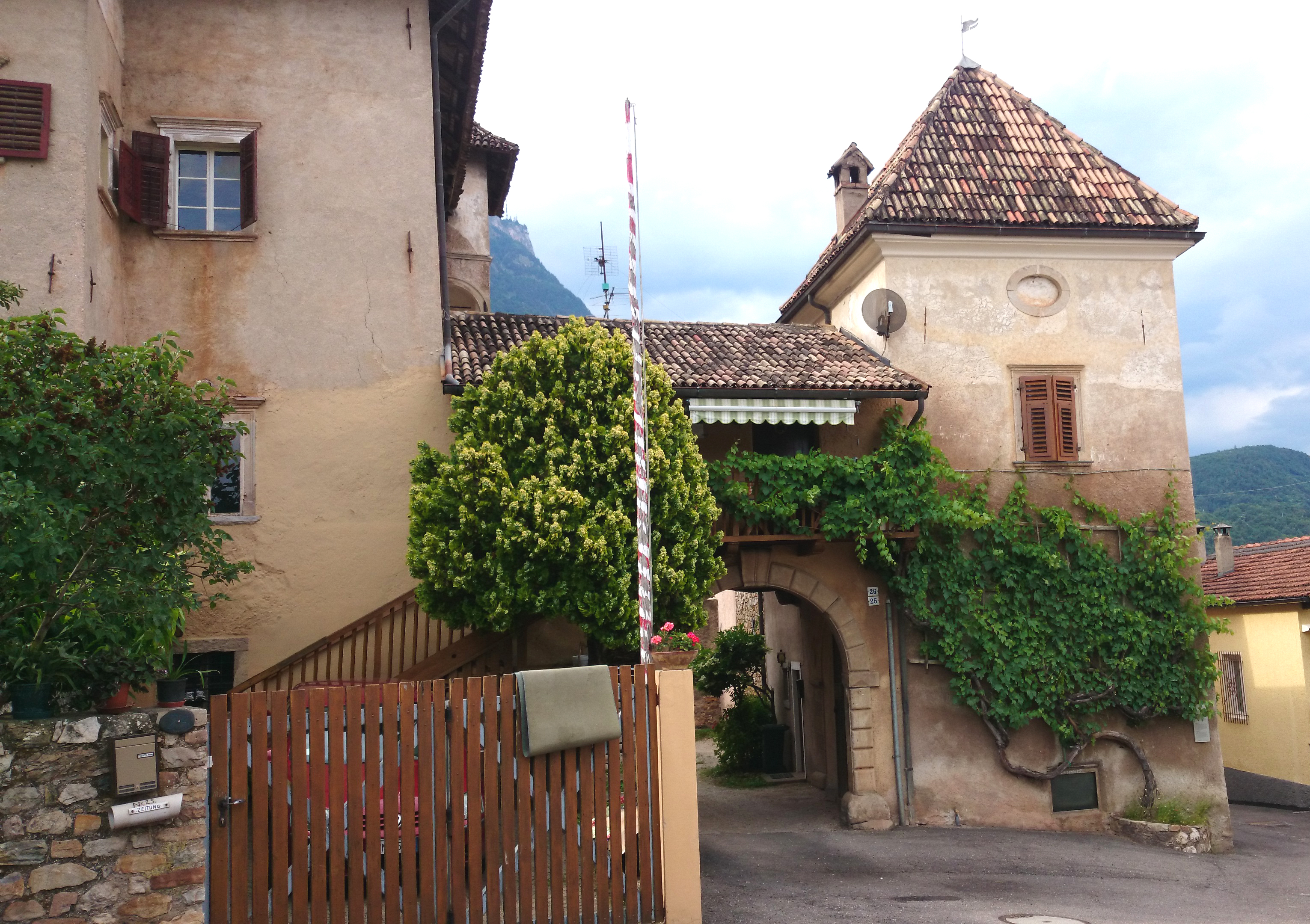
Mühlburg in Kaltern
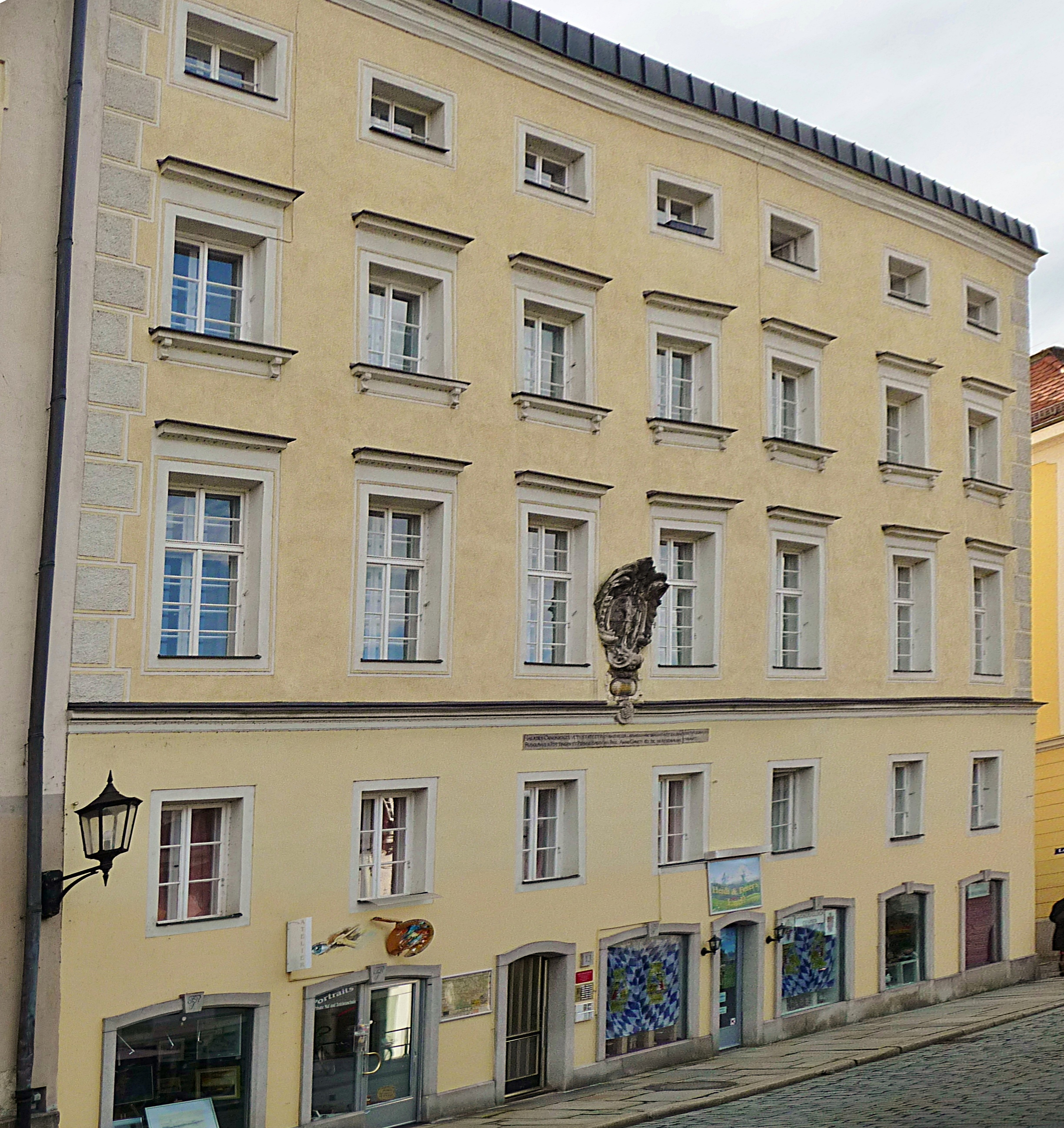
Payersberg- oder Neuenstein-Hof in Passau

## Wappen

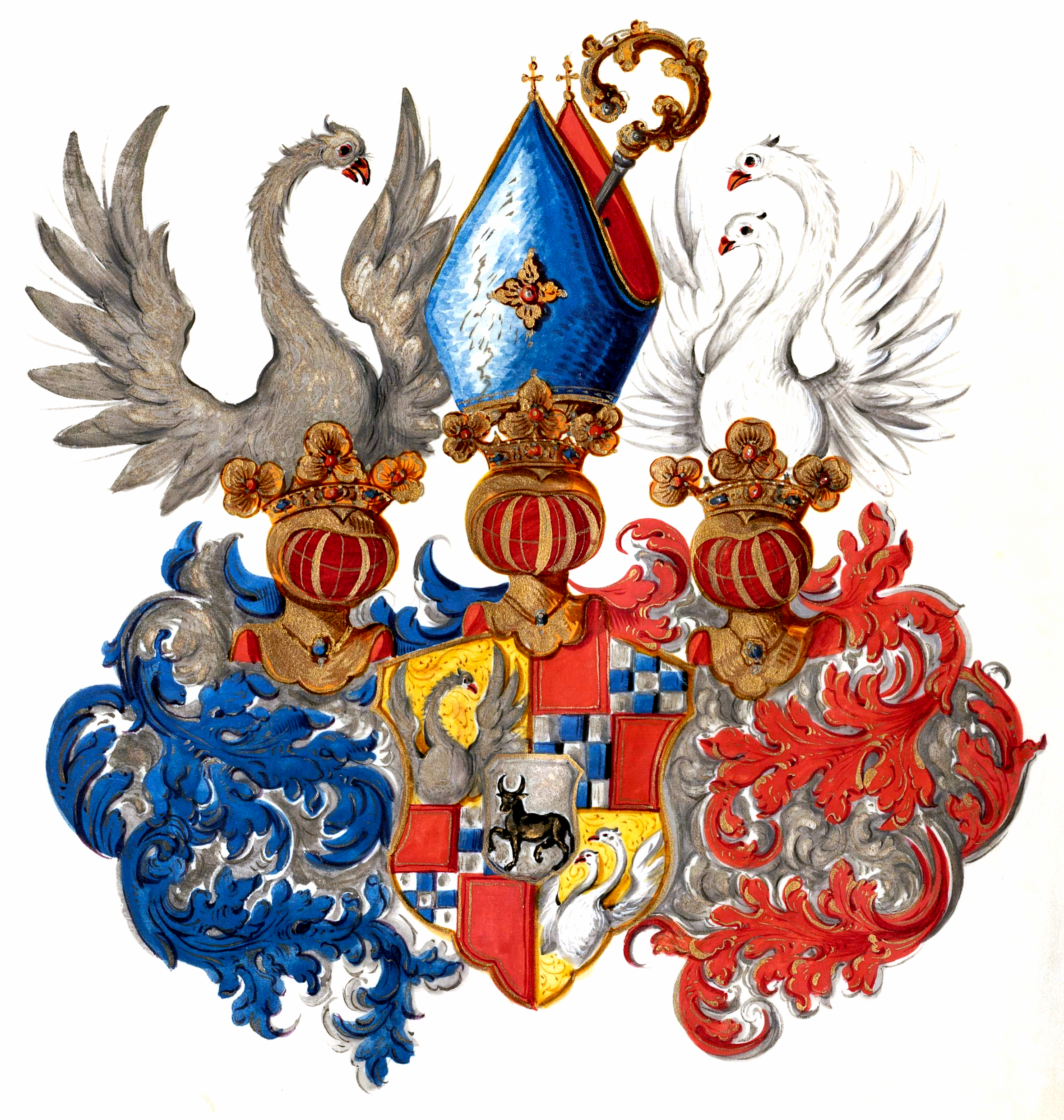
Wappen des Domherren Ernst Karl Joseph Boymont Graf von Payrsberg

### Gräfliches Wappen
Das quadrierte Wappen ist mit einem Herzschild belegt. Die Felder 1 und 4 in Schwarz ein silberner Schwanenhals mit zwei Flügeln, in 4 daneben einen weiterer silberner Schwan, Felder 2 und 3 sind quadriert, 1 und 4 Rot, 2 und 3 von Silber und Blau je dreifach geschacht. Der Herzschild zeigt in Silber einen schwarzen (roten) Ochsen. Auf dem Hauptschild drei gekrönte Helme, auf dem mittleren ein wachsender schwarzer Ochse, auf dem rechten und linken ein (zwei) silberner Schwanenhals mit Flügeln, wie im ersten und vierten Quartier.
Das Familienwappen diente als Vorbild für das Wappen der Gemeinde Nals, auf deren Gebiet die Schwanburg und Burg Payrsberg liegen.

## Genealogie (Auswahl)
1. Sebastian von Boymont zu Payrsberg; ⚭ NN
  1. Andreas Boymont, Freiherr von Payrsberg und Schwanburg, kaiserl. Kammerherr († 1586); ⚭ Eleonore Schurff von Schönenwerd
    1. Christoph Wilhelm Boymont, Freiherr von Payrsberg und Schwanburg, kaiserl. Kammerherr; ⚭ Justina von Kuenburg
      1. Johann Christoph Boymont, Freiherr von Payrsberg und Schwanburg, kaiserl. Kammerherr; ⚭ Kunigunde Khuen von Belasi
        1. Paris Franz von Boymont, Reichsgraf von Payrsberg, Schwanburg und Niederthor († 1710); ⚭ Maria Catharina Barbara Nothaft von Wernberg
          1. Sebastian Joseph Anton Graf von Payrsberg, Domherr zu Eichstätt und Freising, kurbayr. Geheimrat
          2. Ferdinand Graf von Payrsberg, kaiserl. Oberstleutnant (1700–1743); ⚭ Maria Christine Charlotte von Abensperg-Traun
            1. Maria Antonia von Boimont-Payrsberg (1729–1776); ⚭ Joseph Volkhard Graf von Auersperg

          3. Ernst Karl Joseph Graf von Payrsberg, Domdechant zu Passau
          4. Friedrich Graf von Payrsberg, trat in kaiserl. Kriegsdienste
          5. Maximilian Graf von Payrsberg, Domherr zu Passau
          6. Philipp Graf von Payrsberg, 1703 im Gefolge König Karls III. von Spanien
          7. Johanna Elisabeth von Boimont-Payrsberg (1690–1773); ⚭ Johann Friedrich Anton Graf Fugger von Zinneberg
          8. Maria Josepha Violante von Boimont-Payrsberg (1692–1758); ⚭ Heinrich Richard Laurenz Graf von Daun